# Thierry Ragueneau
Pour les articles homonymes, voir Ragueneau.
Thierry Ragueneau, né à Troyes (Aube) est un acteur, chanteur et directeur artistique français.
Il est connu pour le rôle de François Marci dans le feuilleton Plus belle la vie, mais aussi pour ses nombreux doublages, doublant notamment Keanu Reeves et Andy García à leurs débuts, Simon Baker dans la série télévisée Mentalist, le père de Titeuf et Vomito dans la série Titeuf ou encore Linguini dans Ratatouille. Il double également de manière régulière Grant Show et Gil Bellows.

## Biographie
Thierry Ragueneau a suivi une formation à l'École nationale supérieure des arts et techniques du théâtre.
Comédien, chanteur et producteur, il commence sa carrière sur les planches en 1979 avec Darry Cowl. Après plusieurs années consacrées au théâtre, il passe devant la caméra pour le cinéma avec Edwin Baily, Pierre Jolivet, Bernard Stora, Thierry Boscheron pour lequel il vient de coproduire le film Les vieux sont nerveux et pour la télévision dans plusieurs téléfilms et séries telles que Joséphine, ange gardien, Julie Lescaut, Alice Nevers, le juge est une femme et Le Tuteur. 
En 2004, il incarne le rôle de François Marci dans le feuilleton de France 3 Plus belle la vie, qu’il quitte en 2006, où il revient en juin 2012 pour un épisode, avant de reprendre son rôle le 13 octobre 2020 jusqu'à la 18e et dernière saison de la série. Parallèlement, il enregistre trois disques en tant qu’auteur-interprète avec ses musiciens et part en tournée dans toute la France, en Suisse et en Belgique. Du 8 au 28 juillet 2013, il est présent au festival d'Avignon avec sa partenaire de Plus belle la vie, Cécilia Hornus, dans la pièce Bon anniversaire mon amour. Le 17 septembre 2013, il apparaît sur France 3 dans le documentaire Les Secrets de…la famille Marci diffusé après le prime Nuit Blanche de Plus belle la vie.[réf. nécessaire]

### Vie privée
Il est le père de la comédienne et doubleuse Lutèce Ragueneau (dont Dakota Fanning, Zoë Kravitz). Il épouse en 2017 la comédienne Cécilia Hornus, rencontrée sur le tournage de Plus belle la vie ; elle joue le rôle de son épouse.

## Théâtre
- 1981 : Thérèse Raquin d'Émile Zola, mise en scène Raymond Rouleau, Théâtre de Boulogne-Billancourt
- 2012 - en cours : Bon anniversaire mon amour, de Corinne Hyafil et Thierry Ragueneau joué par ce dernier et Cécilia Hornus, mise en scène de Christian François (tournée) (Festival d'Avignon)
- 2016 : Après la pluie de Sergi Belbel, mise en scène Marion Bierry, Festival d'Avignon off
- 2017 : Pour l'amour du fisc de Thierry Ragueneau, mise en scène Stéphan Druet, Festival d'Avignon off, puis tournée
- 2020 : Les Romanesques d’Edmond Rostand, mise en scène Marion Bierry, théâtre du Ranelagh

## Filmographie

### Cinéma

#### Longs métrages
- 1991 : La Contre-allée d'Isabel Sebastian : le livreur
- 1993 : Faut-il aimer Mathilde ? d'Edwin Baily : Rémy
- 2002 : Le Frère du guerrier de Pierre Jolivet : un mercenaire
- 2009 : Les vieux sont nerveux de Thierry Boscheron : le petit jeune

#### Courts métrages
- 2008 : Paranoland de Thierry Boscheron[1]
- 2010 : Face à la nuit de Paviel Raymont
- 2012 : Petite flamme de Léon Griseri : Nathan (voix)
- 2014 : À l'envers de Léon Griseri : Ed
- 2017 : Speed/Dating de Daniel Brunet et Nicolas Douste : un client

### Télévision

#### Téléfilms
- 1996 : D'amour et d'eau salée d'Edwin Baily : Jean-Michel
- 1997 : Mars ou la terre de Bertrand Arthuys : le directeur de l'académie
- 1998 : Chez ma tante de Daniel Ravoux : ?
- 1998 : Tous ensemble de Bertrand Arthuys : Jean-Marc
- 2007 : L'Affaire Christian Ranucci : Le Combat d'une mère de Denys Granier-Deferre : le journaliste de Troyes
- 2011 : Insoupçonnable de Benoît d'Aubert : Jacques Briand
- 2013 : Ce monde est fou de Badreddine Mokrani : Jean-Marie
- 2014 : Un si joli mensonge d'Alain Schwartzstein : Richard
- 2022 : Sept mariages pour un enterrement de Pascal Heylbroeck : François Marci

#### Séries télévisées
- 1984 : Au théâtre ce soir : Les Hussards de Pierre-Aristide Bréal, mise en scène Jacques Fabbri, réalisation Pierre Sabbagh, Théâtre Marigny
- 1995 : Nestor Burma, épisode Nestor Burma et le monstre d'Alain Schwartzstein : ?
- 1999 : Maigret, épisode Meurtre dans un jardin potager d'Edwin Baily : Bouvier
- 1999 : L'histoire du samedi, épisode Le record d'Edwin Baily : ?
- 1999 / 2002 / 2004 : PJ, épisode Casting de Frédéric Krivine : Tixier / épisodes Viol en G.A.V., Infiltrations et Le fusible de Gérard Vergez : Hofman, inspecteur-divisionnaire de l'IGPN
- 2002 : Juliette Lesage, médecine pour tous, épisode Conduites dangereuses de Christian François : Yves Beaujour
- 2002 : Les Enquêtes d'Éloïse Rome, épisode L'intention qui compte d'Edwin Baily : le barman
- 2002 : La Vie devant nous, épisode Tel père, tel fils : Henri Granier
- 2004 : Julie Lescaut, épisode Sans pardon de Luc Goldenberg : Baylau
- 2004 : Quai n° 1, épisode Affaires de famille de Patrick Jamain : le contrôleur
- 2004-2006 / 2012 / 2019-2022 : Plus belle la vie de Charlie Beléteau, Christophe Andréi, Michel Hassan, Bernard Dumont, Claire Letouzé et Pascal Heylbroeck : François Marci
- 2007 : Joséphine, ange gardien, épisode L'ange des casernes de Luc Goldenberg : Perez
- 2006 : Fabien Cosma
- 2007 : Alice Nevers, le juge est une femme, épisode Liquidation totale de René Manzor : le juge Grimber
- 2008 : Le Tuteur, épisode Le prodige de José Pinheiro : Gauthier
- 2008 : Duval et Moretti, épisode Drôle de justice de Dennis Berry : Fargo
- 2009 : Profilage, épisode Moins que rien d'Éric Summer : Lemoine
- 2009 : Enquêtes réservées, épisode La voix dans la nuit de Benoît d'Aubert : Pierre Fernandez
- 2012 : Injustice, épisode L'Affaire Authier de Benoît d'Aubert : le juge Ausseuil[2]
- 2013 : Une famille formidable, épisode Le retour de l'enfant prodigue d'Alexandre Pidoux : le chirurgien de Patricia
- 2018 : Lolywood : sketches La résurrection, Dans tes rêves : La salle de sport et La relique maudite
- 2019 : Léo Matteï, Brigade des mineurs, épisode Sugar Daddy de Serge Khalfon : un médecin
- 2021 : La Stagiaire, épisode Espèce protégée de Philippe Bérenger : Bruno Marchand

### Documentaires
- 2008 : Fractales, la recherche de la dimension cachée (doublage du professeur Keith J. Devlin) sur ARTE[3]
- 2010 : Jurassic Park, une histoire vraie ? (Voix off) DVD de Science et Vie.
- 2013 : Plus belle la vie : Les Secrets de…la famille Marci sur France 3[4].
- 2015 : La planète FIFA (commentaire) sur ARTE[5].
- 2015 : Francis Drake, corsaire de Sa Majesté (Voix off) diffusé sur ARTE [6].

### Émissions
- 2011 : Reportage sur TF1 sur le doublage du personnage Patrick Jane dans Mentalist[7]
- 2011 : Médias, le mag, diffusée le 13 février 2011 sur France 5
- 2016 : C'est mon choix : Je suis la voix d'une star, sur Chérie 25

## Doublage

### Cinéma

#### Films
- Keanu Reeves dans (9 films) :
  - Point Break (1991) : Johnny Utah
  - Dracula (1992) : Jonathan Harker
  - Even Cowgirls Get the Blues (1993) : Julian Gitche
  - Speed (1994) : Jack Traven
  - Les Vendanges de feu (1995) : Paul Sutton
  - Feeling Minnesota (1996) : Jjaks Clayton
  - The Watcher (2000) : David Allen Griffin
  - Âge difficile obscur (2006) : Dr Perry Lyman
  - Always Be My Maybe (2019) : lui-même

- Andy García dans (6 films) :
  - Les Incorruptibles (1987) : Giuseppe Petri / George Stone
  - Black Rain (1989) : Charlie Vincent
  - Affaires privées (1990) : Raymond Avila
  - Dernières heures à Denver (1995) : Jimmy « Le Saint » Tosnia
  - Faux frères, vrais jumeaux (1995) : Ruben Martinez / Robert Martin / narrateur
  - The Line (2009) : Javier Salazar

- Sam Rockwell dans (4 films) :
  - Box of Moonlight (1996) : le Kid
  - Jerry et Tom : Voleurs de vie (en) (1998) : Jerry
  - Frost/Nixon, l'heure de vérité (2008) : James Reston Jr.
  - Sept psychopathes (2012) : Billy

- Simon Baker dans (4 films) :
  - The Killer Inside Me (2010) : Howard Hendricks
  - Margin Call (2011) : Jared Cohen
  - Mariage à l'anglaise (2013) : Guy
  - Here and Now (2018) : Nick

- Billy Burke dans :
  - Lost Junction (en) (2003) : Jimmy McGee
  - La Faille (2007) : Lieutenant Nunally
  - Hell Driver (2011) : Jonah King

- Edward Burns dans :
  - Friends with Kids (2011) : Kurt
  - Alex Cross (2012) : Tommy Kane
  - Dos au mur (2012) : Jack Dougherty

- Sharlto Copley dans :
  - Hardcore Henry (2016) : Jimmy
  - Gringo (2018) : Mitch Rusk
  - Boy Kills World (2024) : Glen Van Der Koy

- Matthew Modine dans :
  - Mrs. Soffel (1984) : Jack Biddle
  - Sicario : La Guerre des cartels (2018) : James Ridley

- Ben Stiller dans :
  - À la poursuite de Lori (1987) : Chris Honeywell
  - Empire du soleil (1987) : Dainty

- Sean Kanan dans :
  - La Prochaine Victime (1988) : John Robbins
  - Karaté Kid 3 (1989) : Mike Barnes

- Christian Slater dans :
  - Tucker (1988) : Preston Tucker Jr.
  - Vidéokid : L'Enfant génial[8] (1989) : Nick Woods

- Matthew Lillard dans :
  - Scream (1996) : Stuart Macher
  - King Rising, au nom du roi (2006) : le duc Fallow

- Kevin McKidd dans :
  - Des chambres et des couloirs (1998) : Léo
  - Dog Soldiers (2002) : Cooper

- Steve Irwin dans :
  - Docteur Dolittle 2 (2001) : lui-même
  - Traqueur de croco en mission périlleuse (en) (2002) : lui-même

- Charlie Hunnam dans :
  - Hooligans (2005) : Pete Dunham
  - Les Fils de l'homme (2006) : Patric

- Gil Bellows dans :
  - The Weather Man (2005) : Don
  - The Calling (en) (2014) : l'inspecteur Ray Green

- Anthony Edwards dans :
  - Mémoire effacée (2004) : Jim Parreta
  - Zodiac (2007) : l'inspecteur William Armstrong

- Nathan Phillips dans :
  - Des serpents dans l'avion (2006) : Sean Jones
  - Chroniques de Tchernobyl (2012) : Michael

- Tom Vaughan-Lawlor dans :
  - Avengers: Infinity War (2018) : Ebony Maw
  - Avengers: Endgame (2019) : Ebony Maw

- 1982 : L'Emprise : Billy (David Labiosa)
- 1984 : Vendredi 13 : Chapitre final : Paul (Clyde Hayes)
- 1984[9] : Supergirl : Ethan (Hart Bochner)
- 1984 : Au cœur de l'enfer : Brenner (Paul McCrane)
- 1984 : Les Démons du maïs : Malachai (Courtney Gains)
- 1985 : Witness : un jeune voyou[Qui ?]
- 1985 : Mort d'un commis voyageur : Harold « Harry » Loman (Stephen Lang)
- 1985 : Le Dernier Dragon : Leroy Green (Taimak)
- 1985 : Retour vers le futur : 3-D, un copain de Biff en 1955 (Casey Siemaszko) et Match, un copain de Biff en 1955 (Billy Zane)
- 1985 : Chorus Line : Mike Cass (Charles McGowan)
- 1985 : Tutti Frutti : Michael Dunn (Andrew McCarthy)
- 1986 : Mosquito Coast : Charlie Fox (River Phoenix)
- 1986 : Lady Jane : Guilford Dudley (Cary Elwes)
- 1987 : L'Arme fatale : M. Joshua (Gary Busey)
- 1987 : RoboCop : Roosevelt (Stephen Berrier)
- 1987 : L'Aventure intérieure : Duane (Kevin Hooks)
- 1987 : Arizona Junior : H.I. McDunnough (Nicolas Cage)
- 1987 : La Pie voleuse : Christopher Marshall (Stephen Shellen)
- 1987 : La Folle Histoire de l'espace : Yop Solo (Bill Pullman)
- 1987 : Génération perdue : Michael Emerson (Jason Patric)
- 1987 : Hamburger Hill : 1re classe Vincent « Alphabet » Languilli (Anthony Barrile)
- 1987 : Blue Velvet : Mike (Ken Stovitz)
- 1987 : Miracle sur la 8e rue : Mason Baylor (Dennis Boutsikaris)
- 1988 : Le Retour des tomates tueuses : Matt Stevens (George Clooney)
- 1988 : Bird : Red Rodney (Michael Zelniker) et John Wilson (Hubert Kelly)
- 1988 : Les Accusés : Bob Joiner (Steven Antin)
- 1989 : Retour vers le futur 2 : Michael Jackson (E. Casanova Evans)
- 1990 : Comme un oiseau sur la branche : Jamie (John Pyper-Ferguson)
- 1990 : Hamlet : Guildenstern (Sean Murray)
- 1991 : JFK : Willie O'Keefe (Kevin Bacon)
- 1992 : Singles : David Bailey (Jim True)
- 1992 : California Man : Dave Morgan (Sean Astin)
- 1992 : Wayne's World : Neil (Dan Bell)
- 1993 : True Romance : Nicky Dimes (Chris Penn)
- 1993 : Chasse à l'homme : un homme dans la rue (Ted Raimi)
- 1995 : Le Père de la mariée 2 : Bryan MacKenzie (George Newbern)
- 1996 : Fantômes contre fantômes : Johnny Bartlett (Jake Busey)
- 1996 : La Revanche de Pinocchio : David Kaminsky (Todd Allen)
- 1997 : En chair et en os : David (Javier Bardem)
- 1998 : Ennemi d'État : Shelby, le « retraceur » (non crédité au générique) (Seth Green)
- 1999 : Un vent de folie : Alan (Steve Zahn)
- 1999 : Inferno : Petey Hogan (Jonathan Avildsen)
- 1999 : Belles à mourir : Max, le journaliste (Thomas Lennon)
- 2000 : Destination finale : Carter Horton (Kerr Smith)
- 2001 : Pearl Harbor : le lieutenant Red Winkle (Ewen Bremner)
- 2001 : L'Expérience : Joe (Wotan Wilke Möhring)
- 2001 : Chevalier : Germaine (Scott Handy)
- 2003 : Amour interdit : Belansai (Eugene Salleh)
- 2003 : Destination finale 2 : Thomas Burke (Michael Landes)
- 2003 : Phone Game : Mario (Josh Pais)
- 2003 : Massacre à la tronçonneuse : Andy (Mike Vogel)
- 2003 : Inspecteur Gadget 2 : Brick (James Wardlaw)
- 2005 : Man-Thing : le shérif Kyle Williams (Matthew Le Nevez)
- 2006 : Cœurs perdus : l'inspecteur Reilly (Scott Caan)
- 2007 : Cashback : Jenkins (Stuart Goodwin)
- 2007 : Resident Evil: Extinction : Mikey (Christopher Egan)
- 2008 : John Rambo[10] : Reese (Jake LaBotz)
- 2010 : Saw VII : Matt Gibson (Chad Donella)
- 2010 : Casse-Noisette, l'histoire jamais racontée : le roi des rats (John Turturro)
- 2010 : Hors de contrôle : Millroy (David Aaron Baker)
- 2012 : Possédée : Brett (Grant Show)
- 2012 : Werewolf : La Nuit du loup-garou : Stefan (Ed Quinn)
- 2017 : Power Rangers : Alpha 5 (Bill Hader) (voix)
- 2018 : Overlord : voix additionnelles
- 2018 : Illang: The Wolf Brigade : Park Moo-yeong (Kim Bup-rae)
- 2018 : Casse-Noisette et les Quatre Royaumes : Benjamin Stahlbaum (Matthew Macfadyen)
- 2019 : Parasite : Dong-ik Park (Lee Sun-kyun)
- 2019 : Scandale : Douglas Brunt (en) (Mark Duplass)
- 2022 : Argentine, 1985 : ? ( ? )
- 2023 : La Petite Sirène : Mulligan (John Dagleish)
- 2023 : L'un de nous doit mourir : Esteban (Juan Carlos Remolina)
- 2023 : Totally Killer : Blake Hughes (Lochlyn Munro)
- 2023 : Believer 2 (en) : le commissaire ( ? )
- 2025 : G20 : l'agent Darden (John Hoogenakker)

#### Films d'animation
- 1982 : La Dernière Licorne : Schmendrick[11]
- 1985 : Astérix et la Surprise de César : Tragicomix
- 1987 : Pinocchio et l'Empereur de la Nuit : Willy[12]
- 1988 : Mon voisin Totoro : Tatsuo Kusakabe, le père[13]
- 1989[14] : Venus Wars : Hiro Seno
- 1989 : La Petite Sirène : le prince Éric[15] (1er doublage)
- 1995 : Toy Story : le conducteur en colère
- 1997 : La Belle et la Bête 2 : Le Noël enchanté : le prince
- 1997 : Elmer et le dragon : un des deux sangliers
- 1998 : Mulan : Chien-Po[n 1]
- 2001 : Osmosis Jones : un journaliste et Tom Colonic
- 2004 : Mulan 2 : La Mission de l'Empereur : Chien-Po[n 1]
- 2007 : Ratatouille : Alfredo Linguini[16]
- 2008 : Le Secret de la Petite Sirène : Benjamin[17]
- 2008 : Mon Ami Charly : Charly (court métrage)
- 2010 : Alpha et Oméga : Salty[18]
- 2012 : Bad Toys II : Fischer et le père (court métrage)
- 2021 : Luca : le prêtre

### Télévision

#### Téléfilms
- Grant Show dans :
  - Texas (1994) : William Travis
  - L'Ombre d'une mère (1997) : Ted Rogers
  - Ice : Tempête de glace aux USA (1998) : l'inspecteur Robert Drake
  - Le gène mortel (1999) : Connor Molloy
  - Face à son destin (2003) : Alex Lofton
  - Encrypt (2003) :
  - Homeland Security (2004) : Bradley Brand
  - Face à son destin 2 : La Vie d'une mère (2005) : Alex Lofton
  - Natalee Holloway : La Détresse d'une mère (2009) : Jug Twitty
  - Natalee Holloway : Justice pour ma fille (2011) : Jug Twitty
  - Cinq cartes de vœux pour Noël (2019) : Tom

- Stephen Baldwin dans :
  - Meurtres très ordonnés (1999) : Caleb Barnes
  - Collision fatale (2006) : John Redding

- Ed Quinn dans :
  - Le Monstre des abîmes (2011) : Thomas Walsh
  - Les 12 Plaies de l'apocalypse (2012) : Joseph

- 1997 : Secrets de famille : Bobby (Jeff Kaiser)
- 2002 : Dossier dangereux : Paul (Timothy Balme)
- 2003 : Le chien qui valait six milliards : Temple (Tonio Arango)

#### Séries télévisées
- Grant Show dans (15 séries) :
  - Beverly Hills 90210 (1992) : Jake Hanson (saison 2, épisodes 27 et 28)
  - Melrose Place (1992-1997) : Jake Hanson (158 épisodes)
  - UC: Undercover (en) (2001) : John Keller (épisodes 1 et 2)
  - La Vie avant tout (2004) : Ben Sanderson (5 épisodes)
  - Point Pleasant, entre le bien et le mal (2005-2006) : Lucas Boyd (13 épisodes)
  - Beautiful People (2005-2006) : Daniel Kerr (4 épisodes)
  - Dirt (2007) : Jack Dawson (4 épisodes)
  - Swingtown (2008) : Tom Decker (13 épisodes)
  - Private Practice (2008-2011) : Dr Archer Montgomery (7 épisodes)
  - Grey's Anatomy (2009) : Dr Archer Montgomery (saison 5, épisode 14)
  - Parents par accident (2009-2010) : James (16 épisodes)
  - Burn Notice (2011) : Max (3 épisodes)
  - Les Experts (2011-2012) : l'agent Viggo McQuaid (saison 12, épisodes 9 et 11)
  - Devious Maids (2013-2016) : Spence Westmore (44 épisodes)
  - Dynastie (2017-2022) : Blake Carrington (108 épisodes)

- Gil Bellows dans (12 séries) :
  - Ally McBeal (1997-2002) : Billy Allen Thomas (68 épisodes)
  - The Practice : Donnell et Associés (1998) : Billy Allen Thomas (saison 2, épisode 26)
  - Espions d'État (2001-2002) : Matt Callan (23 épisodes)
  - Les Nuits de l'étrange (2002) : Keith Miller (épisode 2)
  - Karen Sisco (2004) : l'agent spécial Donny Pepper (épisode 8)
  - Smallville (2009) : Maxwell Lord (saison 9, épisodes 19 et 21)
  - Flashforward (2010) : Timothy (3 épisodes)
  - Esprits criminels (2010) : Jeff Joyce (saison 6, épisode 2)
  - Vegas (2012) : George Grady (3 épisodes)
  - Eyewitness (2016) : Gabe Caldwell (10 épisodes)
  - Jett (en) (2019) : Evans (9 épisodes)
  - L'Amour au temps du Corona (en) (2020) : Paul (mini-série)

- Billy Burke dans (7 séries) :
  - 24 Heures chrono (2002-2003) : Gary Matheson (7 épisodes)
  - Karen Sisco (2003) : Merle Salchek (épisode 2)
  - Monk (2004) : Brad Terry (saison 2, épisode 12)
  - Fringe (2008) : Lucas Vogel (saison 1, épisode 7)
  - The Closer : L.A. enquêtes prioritaires (2009-2012) : Phillip Stroh (3 épisodes)
  - New York, police judiciaire (2007) : l'avocat Farmer (saison 17, épisode 12)
  - Major Crimes (2015-2018) : Phillip Stroh (6 épisodes)

- Gale Harold dans (5 séries) :
  - Queer as folk (2000-2005) : Brian Kinney (83 épisodes)
  - New York, unité spéciale (2003) : Dr Garrett Lang (saison 4, épisode 24)
  - Vanished (2006) : l'agent Graham Kelton (8 épisodes)
  - Desperate Housewives (2008-2009) : Jackson Braddock (14 épisodes)
  - Les Experts : Manhattan (2010) : Kevin Scott (saison 6, épisode 22)
  - Esprits criminels (2018) : Dr Daryl Wright (saison 14, épisode 9)

- Donnie Wahlberg dans (5 séries) :
  - Big Apple (2001) : Chris Scott (7 épisodes)
  - Boomtown (2002-2003) : l'inspecteur Joel Stevens (24 épisodes)
  - Runaway (2006-2008) : Paul Rader (10 épisodes)
  - Kill Point : Dans la ligne de mire (2007) : le capitaine Horst Cali (8 épisodes)
  - Rizzoli and Isles (2010) : le lieutenant Joe Grant (saison 1, épisodes 2 et 3)

- Simon Baker dans (5 séries) :
  - Le Protecteur (2001-2004) : Nick Fallin (67 épisodes)
  - Dossier Smith (2006) : Jeff Breen (7 épisodes)
  - Mentalist (2008-2015) : Patrick Jane (151 épisodes)
  - Roar (2022) : Adam (épisode 2)
  - Le Garçon et l'Univers (2024) : Robert Bell (mini-série)

- David Aaron Baker (en) dans (4 séries) :
  - New York, section criminelle (2001) : Edward Sterman (saison 1, épisode 10)
  - Boardwalk Empire (2010) : Bill Fallon (6 épisodes)
  - Criminal Minds: Suspect Behavior (2011) : Grant Nichols (épisode 6)
  - Revolution (2013-2014) : Roger Allenford (4 épisodes)

- Harry Van Gorkum (en) dans :
  - Charmed (2002) : Kurzon (saison 4, épisode 14)
  - Friends (2002) : Don (saison 8, épisode 16)
  - Bones (2013) : Dr David Batuhan (saison 8, épisode 15)

- Andy Milder dans :
  - Weeds (2005-2012) : Dean Hodes (58 épisodes)
  - Private Practice (2007-2008) : Doug Adams (saison 1, épisodes 3 et 8)
  - NCIS : Enquêtes spéciales (2015) : Gene (saison 12, épisode 11)

- Julian Sands dans :
  - 24 Heures chrono (2006) : Vladimir Bierko (11 épisodes)
  - Ghost Whisperer (2007) : Ethan Clark (saison 2, épisodes 21 et 22)
  - Les Médicis : Maîtres de Florence (2018) : Piero de Médicis (saison 2, épisodes 1 et 2)

- Mark Pellegrino dans :
  - The Sentinel (1996) : Ray Weston (saison 2, épisode 2)
  - Le Retour de K 2000 (2008) : Walt Cooperton (épisode 6)

- John Schneider dans :
  - Les Dessous de Veronica (1999-2000) : Tom (3 épisodes)
  - Destins croisés (2001) : le capitaine Luke Sellars (saison 2, épisode 21)

- Eric Balfour dans :
  - Nash Bridges (1999) : Cliff Morehouse (saison 4, épisode 12)
  - New York Police Blues (2001) : Charles « Spyder » Price / Eli Beardsley (saison 8, épisode 11 et saison 9, épisode 3)

- Josh Pais dans :
  - New York, unité spéciale (2000-2016) : Hank Abraham / Robert Sorenson (10 épisodes)
  - 2 Broke Girls (2012) : Leo (saison 1, épisode 20)

- Edoardo Ballerini (en) dans :
  - 24 Heures chrono (2002) : Frank Allard (saison 1, épisodes 18 et 19)
  - Agence Matrix (2003) : Bobby (épisode 10)

- Ed Quinn dans :
  - Eureka (2006-2012) : Nathan Stark (31 épisodes)
  - Desperate Housewives (2010) : Brent Ferguson (saison 7, épisode 10)

- Jeon Bae-soo (en) dans :
  - All of Us Are Dead (2022) : Nam So-joo (12 épisodes)
  - Daily Dose of Sunshine (2023) : Yoon Man-cheon

- 1978 : Racines : Jim Warner (Richard Thomas) (mini-série)
- 1985 : V : Kyle Battes (Jeff Yagher) (19 épisodes)
- 1986 : Happy Days : Dr Dwayne Twitchell (Tom Hanks) (saison 10, épisode 5)
- 1987 : Automan : Automan/Otto J. Mann (Chuck Wagner)
- 1988 : Texas Police : le sergent Levon Lundy (Michael Beck)
- 1990-1991 : 21 Jump Street : Cameron Crawford (David Greenlee) (saison 2, épisode 18) / Michael McCarter (Gary Hershberger) (saison 3, épisode 6)
- 1991 : Mission impossible, 20 ans après : Champ Foster (Parker Stevenson) (saison 1, épisode 9)
- 1991 : Twin Peaks : Leo Johnson (Eric DaRe) (24 épisodes)
- 1991-1994 : Dinosaures : Robbie Sinclair (James Willinger) (voix) (65 épisodes)
- 1993 : Lonesome Dove : July Johnson (Chris Cooper) (mini-série)
- 1994 : Brisco County : Nevada Cooper (Johnathon Schaech) (épisode 16)
- 1994 : Les Contes de la Crypte : Miles Federman (Billy Zane) (saison 5, épisode 8)
- 1995 : University Hospital : Chris Davidson (Robert Mailhouse)
- 1996 : Incorrigible Cory : Griffin « Grif » Hawkins (Adam Scott) (4 épisodes)
- 1996-1997 : Salut les frangins : Joe Roman (Joey Lawrence) (40 épisodes)
- 1996-2000 : La Vie à cinq : Ross Werkman (Mitchell Anderson) (20 épisodes)
- 1997 : Oz : Donald Groves (Sean Whitesel)
- 1997 / 2000 : New York Police Blues : Tony / Luke (Silas Weir Mitchell) (saison 5, épisode 10 puis saison 7, épisode 8)
- 1998 : Dawson : Billy Konrad (Eion Bailey) (saison 1, épisodes 8 et 9)
- 1998 : Au-delà du réel : L'aventure continue : Miles Davidow (C. Thomas Howell) (saison 4, épisode 13)
- 1998-2002 : Xena, la guerrière : Borias (Marton Csokas) (10 épisodes)
- 1999 : X-Files : Aux frontières du réel : Keith Wetzel (Judson Mills) (saison 7, épisode 12)
- 1999 : Ellen : Rick (Greg Germann) (3 épisodes)
- 1999-2001 : Charmed : Josh (Shawn Christian) (3 épisodes) / Jeff Carlton (Larry Holden) (saison 2, épisode 4) / Andras (Jason Carter) (saison 3, épisode 7) / Shane (Jordan Bridges) (saison 4, épisodes 1 et 2)
- 2000 : Le Monde perdu : Ned Malone (David Orth) (1re voix, saison 1) / John Malone (William deVry)
- 2000 : Room Service : Aidan Wheeler (Thomas Newton)
- 2000: La Loi du fugitif : Jesse James Rader (Jim Davidson)
- 2001 : Deuxième Chance : Will Gluck (Mark Valley) (5 épisodes)
- 2002 : Disparition : Dr Chet Wakeman (Matt Frewer) (mini-série)
- 2002 : La Treizième Dimension : Dr Jay Ferguson (Tyler Christopher) (épisode 2) et Martin Donner (Frank Whaley) (épisode 21)
- 2002 : Les Années campus : Adam Sandler (Adam Sandler) (épisode 5)
- 2002-2003 : Dawson : Pr Greg Hetson (Roger Howarth) (9 épisodes)
- 2002-2003 : The Shield : Mark (Gary Kohn) (saison 1, épisode 5), Jasper (Jonathan Higgins) (1re voix - saison 1, épisode 11) et Armadillo Quintero (Danny Pino) (saison 2)
- 2006 : Rescue Me : Les Héros du 11 septembre : Chris (Timothy Adams)
- 2007 : Ghost Whisperer : Randy Cooper (Chad Donella) (saison 2, épisodes 16 et 20)
- 2007-2009 : New York, unité spéciale : Agent Dean Porter (Vincent Spano) (5 épisodes)
- 2007-2019 : Les Feux de l'amour : Ethan Cane Ashby (Daniel Goddard) (1166 épisodes)
- 2008 : The Black Donnellys : Derek « Dokey » Farrell (Peter Greene)
- 2008 : Cold Case : Affaires classées : Daniel Patterson 1962 (Keith Coulouris) (saison 5, épisode 17)
- 2009 : Underbelly : Brian Alexander (Damian De Montemas)
- 2011-2012 : Body of Proof : Will Brooks (Joshua Burrow) (saison 2, épisode 6) et Daniel Grubstick (James Urbaniak) (saison 2, épisode 20)
- 2011 : Unforgettable : M. Banico (Franco Gonzalez) (saison 1, épisode 2)
- 2011 : Pretty Little Liars : James Leland (Daniel Travis) (saison 1, épisode 17)
- 2012 : XIII, la série : Pong (Ho Chow)
- 2013 : Castle : M. Kazoolie (Louis Mandylor) (saison 5, épisode 2)
- 2014 : Star-Crossed : Ray Whitehill (Jay Huguley)
- 2015 : Into the Badlands : Waldo (Stephen Lang)
- 2015 : Longmire : Archer Loftus (Lew Temple)
- 2016 : Un cas pour deux : Alexander Becker (Roman Knižka (de)) (saison 3, épisode 2)
- 2016 : Lucifer : le lieutenant Malcolm Graham (Kevin Rankin) (7 épisodes)
- 2016 : Vinyl : Skip Fontaine (J. C. MacKenzie (en))
- 2016 : Nobel : Magne Søras (Runar Holmstroem)
- 2016 : American Crime : Rob Silverman (Chamblee Ferguson)
- 2017 : Crazy Ex-Girlfriend : Patrick (Seth Green) (saison 2, épisode 12)
- 2017-2022 : Ozark : Bruce Liddell (Josh Randall) (3 épisodes)
- 2018 : Trapped : Finnur (Guđjón Daviđ Karlsson)
- 2018-2019 : Les Désastreuses Aventures des orphelins Baudelaire : Jérôme Salomon d'Eschemizerre (Tony Hale)
- 2018-2020 : Élite : Ventura Nunier (Ramón Esquinas) (12 épisodes)
- 2019 : After Life : Julian Kane (Tim Plester (en)) (5 épisodes)
- 2019 : Skylines : ? (?)
- 2019-2020 : Trinkets : Whit Foster (Linden Ashby) (7 épisodes)
- 2020 : Spinning Out : Peter Yu (Oscar Hsu)
- 2020 : L'Écuyer du roi : Sir Tiuri le Vaillant (David Wenham)
- 2020 : Women of the Night : Peter « Beertje » Dolsen (Thijs Römer)
- 2020 : Avenue 5 : Cyrus (Neil Casey (en)) (saison 1)
- 2021 : Only Murders in the Building : Sting (Sting)
- 2021 : Dopesick : Randy Ramseyer (John Hoogenakker) (mini-série)
- 2022 : Cobra Kai : Mike Barnes (Sean Kanan) (saison 5, épisodes 3 et 10)
- 2022 : The Offer : Jim Aubrey (Charlie Heydt) (mini-série)
- 2022-2023 : Shining Vale : Terry Phelps (Greg Kinnear) (16 épisodes)
- 2023 : La Traque dans le sang (en) : Myeong-gil (Park Seong-woong)
- 2023 : Painkiller : Dr Coyle (Jonathan Higgins) (mini-série)
- 2023 : Stonehouse : député, amant et espion : le directeur de la banque (Robin Laing (en)) (mini-série)
- 2023-2025 : Bosch: Legacy : James Rafferty (Bruce Davison) (saison 2, épisode 2 et saison 3, épisode 2)
- 2024 : Percy Jackson et les Olympiens : Procuste (Julian Richings) (saison 1, épisode 7)
- 2024 : Le Problème à trois corps : Bobak (Bobak Ferdowsi) (saison 1, épisode 8)
- 2024 : Paris Has Fallen : Jacob Pearce (Sean Harris) (mini-série)
- 2024 : Le Casse du ciel (sv) : l'agent Arlinder (Anders Mossling) (mini-série)
- 2025 : À l'aube de l'Amérique : Tilly (Kyle Davis) (mini-série)
- 2025 : Mauvais suspect (en) : Tony Blair [Qui ?]

#### Séries d'animation
- 1977[19] : Angie, détective en herbe : Mickaël
- 1979-1980[20] : King Arthur : Lancelot du Lac (doublage télévisé)
- 1982[21] : Sandy Jonquille : Robert (épisode 32)
- 1984 : Les Minipouss : Bruno (épisode 3)
- 1985 : Emi Magique : Jean-Paul Portemanteau (épisode 11)
- 1985 : Voltron : Hunk (voix de remplacement)
- 1985-1986 : M.A.S.K. : Matt Trakker
- 1987 : Il était une fois… la Vie : Petit Pierrot (voix de remplacement)
- 1987-1988 : Max et Compagnie : Alex (voix de remplacement - épisodes 23, 35 puis 43 à 46), Isidore (voix de remplacement - épisode 42)
- 1988 : Dino Riders : Yungstar et Ikon (doublage vidéo)
- 1988 : RoboCop : Roosevelt
- 1988-1989 : Adrien le sauveur du monde : les méchants
- 1990 : Sophie et Virginie : Julien Charon (voix de remplacement)
- 1991 : Les Simpson : Leon Kompowsky dit « Michael Jackson » (saison 3, épisode 1)
- 1991 : Le Tourbillon noir : Ran
- 1991 : Ranma ½ : Mathias (voix de remplacement - épisode 100)
- 1992-1994 : La Petite Sirène : le prince Éric
- 1994 : Doug : Bill Bouffon (voix de remplacement)
- 1994-1995 : Wild C.A.T.S: le commando galactique : Hadrian/Spartan
- 1995 : Orson et Olivia : Teddy
- 1995-1996 : Princesse Starla et les Joyaux magiques : Drake
- 1996 : Mot : le père de Léo (épisodes 1 à 4 puis 6)
- 1996-1998 : Princesse Shéhérazade : voix additionnelles
- 2001 : La Légende de Tarzan : Zutho
- 2001-2017 : Titeuf : Vomito, le père de Titeuf, Tim, Marco, Puduk, Diego, Ramon, Morvax, Basil, Maxime, voix additionnelles
- 2002 : Jackie Chan : Chip (épisode 61)
- 2002-2004 : Esprit fantômes : voix additionnelles
- 2003 : Mon Ami Marsupilami : le Marsupilami
- 2007 : Afro Samurai : voix additionnelles
- 2011 : Mission invisible : Cosmo Soper et Burt (la brute)
- 2011 : Archer : Carlito et son jumeau, le truand irlandais (saison 2, épisode 9) et le receleur (saison 2, épisode 11)
- 2012 : Captain Biceps : le bailleur
- 2014 : La Légende de Korra : Zaheer
- 2014 : La Forêt de l'Étrange : le fabricant de jouets
- 2020 : Central Park : voix additionnelles
- depuis 2020 : Star Trek: Lower Decks : le lieutenant commander Andy Billups
- 2021 : What If...? : Ebony Maw[22] (saison 1, épisodes 2 et 5)

### Jeux vidéo
- 1995 : Fort Boyard : Le Défi : le maître du fort
- 2000 : Syphon Filter 2 : le lieutenant Chance Jason du CBDC
- 2000 : Katégo : ?
- 2001 : Adibou et l'Ombre verte : l'Ombre verte, les arbres à devinettes, le couteau, l'oursin, le side-car et voix additionnelles
- 2001 : Adibou 3 : Peck
- 2001 : Desperados: Wanted Dead or Alive : voix diverses
- 2001[23] : Le Club des cinq : Le Mystère des catacombes : Jean-Jacques et l'un des deux méchants
- 2003 : Runaway - A Road Adventure : Brian Basco
- 2004 : Titeuf : Méga-Compet' : le père de Titeuf, Vomito, Puduk, Morvax, Jean-Claude, Ramon, le journaliste de la télé, le concierge, le motard et le directeur
- 2004 : Adibou et le royaume Hocus Pocus : voix additionnelles
- 2004 : Adibou et l'orgue fantastique : voix additionnelles
- 2005 : Adibou et l'île volante : voix  additionnelles
- 2008 : Secret Files : Tunguska : soldat du train
- 2012 : Kinect Héros : Une aventure Disney-Pixar : Alfredo Linguini

### Courts métrages
- Bad Toys 2 : Fisher
- 2010 : Œdipe (Esma) : Œdipe
- 2018: Lolywood La Relique Maudite : Colonel Kurtz
- 2018 : Lolywood La Résurrection : La Faucheuse
- 2019 : Lolywood Dans tes rêves : la salle de sport : Le participant au cours de steps
- 2020 : Lolywood : La grande réforme

### Direction artistique

#### Films
- 2014 : Double Trahison
- 2016 : Onze Jongens (nl)
- 2016 : End of a Gun (en)
- 2017 : Wheelman
- 2018 : Overlord (avec Thierry Wermuth)
- 2018 : Little Italy
- 2019 : Go Karts (en)
- 2022 : Silverton Siege
- 2023 : Mon beau-frère est un vampire (pt)
- 2024 : Évanouis dans la nuit

#### Téléfilms
- 2013 : Bering Sea Beast (en)
- 2014 : Un patient troublant
- 2014 : Terrifiée par mon mari
- 2015 : La Folle Histoire de La Fête à la maison (en)
- 2015 : L'Enfant du lac
- 2015 : Captive
- 2016 : Rupture fatale
- 2016 : Mon mari a disparu !
- 2016 : Mes jumeaux ont deux pères
- 2016 : Je te surveille
- 2017 : Un amour qui a du chien
- 2017 : Méfiez-vous de la baby-sitter
- 2017 : Jamais tu ne me quitteras
- 2017 : Un amour qui a du chien
- 2017 : Requiem assassin
- 2020 : Le Manège magique de Noël

#### Séries télévisées
- Années 2010 : Les Feux de l'amour
- 2017 : Borderliner
- 2019 : Temple (en)
- 2020 : Women of the Night
- 2022 : The Calling (en)
- 2022 : Munich Games (mini-série)
- 2022 : Harry Wild (en) (saison 1)
- 2023 : Qui fuyons-nous ? (tr)

## Discographie
- 2006 : Paroles en l'air